# Mesodorylaimus székessyi
Mesodorylaimus székessyi is een rondwormensoort uit de familie van de Dorylaimidae. De wetenschappelijke naam van de soort is voor het eerst geldig gepubliceerd in 1960 door Andrássy.